# Jamesioideae
Jamesioideae es una subfamilia de plantas perteneciente a la familia Hydrangeaceae.

## Descripción
Todos las especies de Jamesioideae son arbustos.  Los frutos en forma de cápsulas, y contienen menos de seis semillas.

## Distribución
Las especies de los géneros se distribuyen desde el sur de Estados Unidos hacia el sur - occidente de México.

## Géneros
Contiene los siguientes géneros:
- Fendlera
- Jamesia